# 다르마샤스트라
다르마샤스트라(산스크리트어: धर्मशास्त्र)는 산스크리트 문헌으로 샤스트라 또는 신앙과 법적 임무와 관련된 것이다. 다르마샤스트라의 두꺼운 문헌은 원래 인도의 브라만 전통의 산물이며 전문가 전통의 고상한 학자적인 체계를 나타낸다.
그 복잡함 때문에 다르마샤스트라는 초기 영국 식민 행정가들에 의해 인도의 힌두인들의 땅의 법으로 여겨졌다. 그 후 항상 다르마샤스트라는 그 내용이 신앙 생활뿐만 아니라 법을 다룸에도 힌두법과 연결되어 왔다. 사실 다르마샤스트라 내의 신앙과 법의 분리는 인위적이며 반복적으로 질문되었다. 다르마샤스트라는 힌두 전통내에 중요하다. 먼저 이상적인 삶을 기술하는 신앙적인 법의 근원으로서 그리고 종교, 법, 윤리에 관한 힌두 지식의 합의 상징으로서이다.

## 같이 보기
- 마누 법전